# Алгонак (Мічиган)
Алгонак (англ. Algonac) — місто (англ. city) в США, в окрузі Сент-Клер штату Мічиган. Населення — 4196 осіб (2020).

## Географія
Алгонак розташований за координатами 42°37′17″ пн. ш. 82°32′6″ зх. д. / 42.62139° пн. ш. 82.53500° зх. д. (42.621322, -82.534956).  За даними Бюро перепису населення США в 2010 році місто мало площу 3,72 км², з яких 3,71 км² — суходіл та 0,02 км² — водойми. В 2017 році площа становила 4,47 км², з яких 3,67 км² — суходіл та 0,80 км² — водойми.

## Демографія
Згідно з переписом 2010 року, у місті мешкало 4110 осіб у 1756 домогосподарствах у складі 1082 родин. Густота населення становила 1104 особи/км².  Було 2040 помешкань (548/км²).
Расовий склад населення:
| - 97,1 % — білих - 0,7 % — корінних американців - 0,3 % — чорних або афроамериканців - 0,1 % — азіатів |

До двох чи більше рас належало 1,6 %. Частка іспаномовних становила 1,3 % від усіх жителів.
За віковим діапазоном населення розподілялося таким чином: 21,2 % — особи молодші 18 років, 63,3 % — особи у віці 18—64 років, 15,5 % — особи у віці 65 років та старші. Медіана віку мешканця становила 42,3 року. На 100 осіб жіночої статі у місті припадало 98,3 чоловіків;  на 100 жінок у віці від 18 років та старших — 95,9 чоловіків також старших 18 років.
Середній дохід на одне домашнє господарство  становив 55 457 доларів США (медіана — 40 733), а середній дохід на одну сім'ю — 73 969 доларів (медіана — 54 896). Медіана доходів становила 59 950 доларів для чоловіків та 30 662 долари для жінок. За межею бідності перебувало 15,3 % осіб, у тому числі 11,1 % дітей у віці до 18 років та 15,8 % осіб у віці 65 років та старших.
Цивільне працевлаштоване населення становило 1890 осіб. Основні галузі зайнятості: виробництво — 21,2 %, освіта, охорона здоров'я та соціальна допомога — 16,1 %, роздрібна торгівля — 13,7 %.